# Reserva índia de Hollywood
La reserva índia de Hollywood, abans coneguda com a reserva Dania, és una de les sis reserves índies seminola governades per la tribu reconeguda federalment Tribu Seminola de Florida, situada a la vora de Hollywood (Florida). La reserva està vorejada per les comunitats de Hollywood i Davie, al comtat de Broward. La reserva té una extensió de 480 acres i 491 habitants en 1990.

## Reserves
Les altres cinc reserves de la Tribu Seminola de Florida són:
- Reserva índia de Big Cypress, la més gran del territori, de 212,306 km², als comtats de Broward i Hendry[1]
- Reserva índia de Brighton, de 147,86 km², al comtat de Glades[1]
- Reserva índia Immokalee, al comtat de Collier
- Reserva índia de Fort Pierce, de 0,2 km² al comtat de St. Lucie, cedida a la tribu el 1995 pel Departament de l'Interior dels Estats Units
- Reserva índia de Tampa, situada al comtat de Hillsborough